# Казански държавен аграрен университет
Казански държавен аграрен университет (на татарски: Казан дәүләт аграр университеты) е държавен университет, висше училище в град Казан, Република Татарстан, Русия.

## История
Основан е през 1922 г. като Институт по селско и горско стопанство. От 1932 г. се нарича Казански земеделски институт „Максим Горки“, а през януари 1995 г. се преименува на Казанска държавна земеделска академия. През 2006 г. се преименува в сегашното си име. С течение на годините университетът се превръща в един от основните центрове на науката и образованието в района на Волга, като осигурява обучение по 19 специалности.